# چیائو رن‌لیانگ
چیائو رن‌لیانگ (چینی ساده: 乔任梁; چینی سنتی: 喬任梁؛ ۱۵ اکتبر ۱۹۸۷ – ۱۶ سپتامبر ۲۰۱۶) که با نام کیمی چیائو (Kimi Qiao) نیز شناخته می‌شد، خواننده و بازیگر اهل چین بود. او در فصل دوم برنامهٔ تلویزیونی قهرمان من (加油好男儿) در سال ۲۰۰۷ شرکت کرد و به عنوان نفر دوم این رقابت شناخته شد. چیائو نخستین آلبوم چندآهنگهٔ خود را در سال ۲۰۰۸ منتشر کرد.

## مرگ
در ۱۶ سپتامبر ۲۰۱۶، چیائو رن‌لیانگ در آپارتمانش در خیابان چی‌شون، منطقه پوتو، شانگهای، مرده یافت شد. پس از انجام تحقیقات، پلیس و آژانس نمایندگی‌اش اعلام کردند که علت مرگ، خودکشی ناشی از افسردگی بوده است. در زمان درگذشت، او ۲۸ سال داشت.